# Ariton
Ariton es un pueblo del Condado de Dale, Alabama, Estados Unidos. En el censo de 2000, su población era de 772. 

## Demografía
En el 2000 la renta per cápita promedia del hogar era de $21.083$, y el ingreso promedio para una familia era de 25.781$. El ingreso per cápita para la localidad era de 11.502$. Los hombres tenían un ingreso per cápita de 27.250$ contra 17.639$ para las mujeres.

## Geografía
Ariton está situado en 31°35′54″N 85°43′8″O / 31.59833, -85.71889 (31.598204, -85.718761).
Según la Oficina del Censo de los EE. UU., la ciudad tiene un área total de 5.7 millas cuadradas (13.13 km ²).